# Matienzo kutatóállomás
A Matienzo kutatóállomás (spanyolul: Base Matienzo) egy Argentínához tartozó időszakos kutatóállomás az Antarktiszon. Argentína úgy tekint rá, hogy Tűzföld tartomány Antártida Argentina megyéjéhez tartozik. Nevét Benjamín Matienzóról, az argentin repülés egyik úttörőjéről kapta.
A bázis a Larsen-jég szélén található Foca csoport Larsen nevű nunatakján található. Ez a vulkanikus eredetű nunatakcsoport 45 km hosszan nyúlik el, maga a Larsen 1800 méter hosszú és 300 méter magas. Az évi átlaghőmérséklet -11,6 °C, a legnagyobb mért érték (1965. március 16.) 13,1 °C volt, a legalacsonyabb (1964. augusztus 5.) pedig -44,4 °C.

## Létesítmények
A bázison 12 személyes lakóépület, raktár, műhely, üzemanyag-állomás és helikopterleszálló található, valamint 1500 méterre délre egy repülők leszállására alkalmas terület. Bell 212 típusú helikopterekkel, illetve időszakosan DHC–6-os repülővel oldják meg az ellátást, valamint a kutatók és a személyzet szállítását is. A helyszínen geológiai, geofizikai és oceanográfiai kutatásokat végeznek, valamint a bázist igénybe veszi az Argentin Antarktisz-intézet is, a hely kiindulópontul szolgál például a Jason-félszigetre vezető utakhoz. A Nemzeti Meteorológiai Szolgálat légkörrel, napsugárzással és jéggel kapcsolatos méréseket végez.

## Története
A bázis 1961. március 25-én született meg az argentin hadsereg és a légierő közreműködésével. Az Esperanza kutatóállomásról Ignacio Carro kapitány vezetésével repülőkön és lánctalpas járműveken szállítottak ide 240 tonna rakományt. 1962 végén egy repülőgép itteni leszállásával vette kezdetét az argentin légierő első nagyszabású antarktiszi művelete, az Operación Sur, amelynek célja a déli sark fölé való eljutás és onnan a McMurdo állomásra való továbbhaladás volt. Mario Luis Olezza kapitány Douglas C–47 típusú repülője azonban tűz miatt nem tudta teljesíteni a tervet, arra csak 1965-ben került sor. 1972 és 1973 fordulóján a bázis megszűnt mint állandó bázis, azóta időszakosan működik.
1964-ben meteorológiai kutatásokat folytattak, tanulmányozták a Matienzo és az Esperanza közti rész és a Robertson-sziget és a déli szélesség 72° 30’ közti csatorna glaciológiai állapotát, valamint topográfiai felderítéseket végeztek, például légi felvételek készítésével. 1965-ben a Tucumáni Nemzeti Egyetem közreműködésével két Gamma Centauro típusú rakétát lőttek fel, és felbocsátottak két, röntgen-sugárzást mérő szondát. 1968. július 29-én Julio F. Luján kapitány és három társa egy Beaver P-05 típusú repülővel útnak indult, hogy az Argentin-szigetek angol bázisáról kimentsen egy beteget, ám a repülő lezuhant (mindannyian túlélték), így a mentést el kellett halasztani, amíg a General San Martín jégtörő a helyszínre érkezett.
2009-ben először fordult elő, hogy egy argentin bázisra kizárólag nőkből álló csoport érkezett: ekkor három hónapon át kilenc nő alkotta a Matienzo legénységét, vezetőjük Alicia Sedeño volt.